# 鳥巣通明
鳥巣 通明（とりす みちあき、明治44年（1911年）1月13日 - 平成3年（1991年）3月17日）は、日本の歴史家。長崎県立女子短期大学学長。長崎県出身。

## 経歴
明治44年、長崎県長崎市伊良林町に生れる。昭和6年（1931年）、第五高等学校文科甲類を卒業、東京帝国大学文学部国史学科に進学。翌7年より、欧州から帰国した平泉澄の中世史の講義を受講。平泉澄の自宅近くに住んで、その講筵に列した。山崎闇斎の崎門学・垂加神道を研究テーマとする。
昭和10年（1935年）、東大を卒業し、日本思想史研究所助手、その翌年には浪速高等学校教授として赴任。昭和16年（1941年）、陸軍予科士官学校教授に転じ、昭和17年（1942年）には國學院大學講師・東京帝国大学文学部講師を委嘱される。
終戦にともなって依願退職、戦後は、昭和23年（1948年）活水女子専門学校講師、昭和24年（1949年）同教授、昭和25年（1950年）活水女子短期大学教授。昭和31年（1956年）、文部省事務官となり、1969年までつとめた後、長崎県立女子短期大学学長の職に6年間あった。昭和56年（1981年）勲三等旭日中綬章を受章。平成3年（1991年）、長崎大学附属病院で死去。80歳。

## 著書
- 『恋闕』　朝倉書店、1944年9月／青々企画、1997年4月復刻
- 『明治維新』　日本教文社〈日本人のための国史叢書〉、1965年
- （徳富蘇峰原著）『要約近世日本国民史5』 時事通信社、1967年